# Oedemera
Oedemera es un género de coleópteros de la familia Oedemeridae de corología paleártica. Se conocen unas 80 especies distribuidas desde la península ibérica y norte de África hasta Kamchatka, Kuriles, Japón y Taiwán, con algunas especies en el norte de la Región Oriental.

## Características
Las especies del género Oedemera miden entre 5 y 20 mm y su color es variable, con especies con colores brillantes y metalizados (verde, dorado, cobrizo), especies bicolores amarillas y negras y especies marrones y negras. Las mandíbula son bífidas en el ápice, el último segmento de los palpos maxilares es estrecho y alargado, las antenas son largas y filiformes, con el segundo artejo muy pequeño.
El pronoto es cordiforme con dos claras depresiones en la zona anterolateral. Los élitros de la mayoría de las especies están estrechados por detrás dejando al descubierto parte de las alas posteriores. Las tibias anteriores tienen dos espinas apicales; en la mayor parte de las especies, los fémures posteriores de los machos están fuertemente dilatados; las uñas tarsales no son dentadas.

## Biología y ecología
El género Oedemera incluye especies exclusivamente florícolas, que se alimentan de polen y néctar; su cuerpo está cubierto de abundante pubescencia donde quedan adheridos los granos de polen, contribuyendo así a la polinización de las especies vegetales que frecuentan.
Las especies del subgénero Oncomera vuelan en el crepúsculo y por la noche, visitando las flores e inflorescencias de árboles y arbustos aromáticos, como Clematis, Crataegus, Tilia, Quercus, etc.
Por el contrario, las especies de los subgéneros Stenaxis y Oedemera s. str. son diurnas, volando a pleno sol en las horas centrales del día y visitando flores de diversas familias, como Asteraceae, Cistaceae, Apiaceae, etc.

## Especies
Hay alrededor de 80 especies:
- Oedemera amurensis
- Oedemera artvinensis
- Oedemera atrocyanea
- Oedemera basalis
- Oedemera centrochinensis
- Oedemera coreana
- Oedemera cretica
- Oedemera cuprata
- Oedemera danieli
- Oedemera farsica
- Oedemera flavipes
- Oedemera flavipennis
- Oedemera graeca
- Oedemera kantneri
- Oedemera masatakai
- Oedemera mogadorica
- Oedemera monticola
- Oedemera nepalensis
- Oedemera nigripennis
- Oedemera nigroapicata
- Oedemera nobilis
- Oedemera paganettii
- Oedemera paradoxa
- Oedemera piceonotata
- Oedemera pthysica
- Oedemera qinlingensis
- Oedemera satoi
- Oedemera sichuana
- Oedemera ventralis
- Oedemera vilis
- Oedemera vittata

## Galería

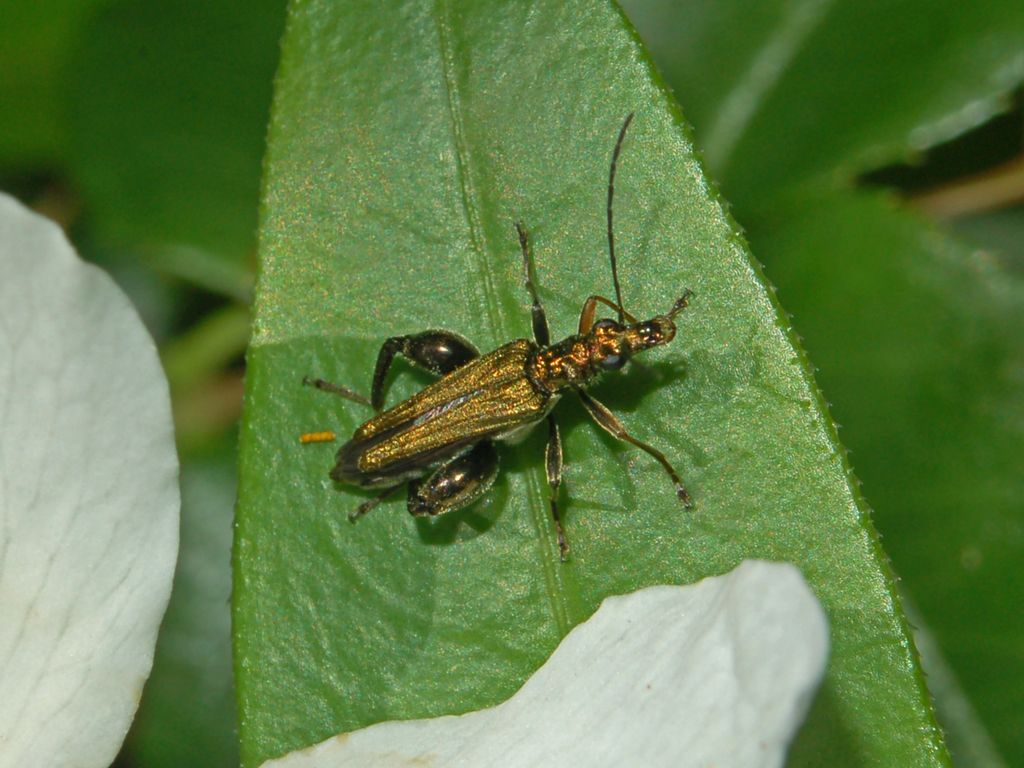
Oedemera flavipes
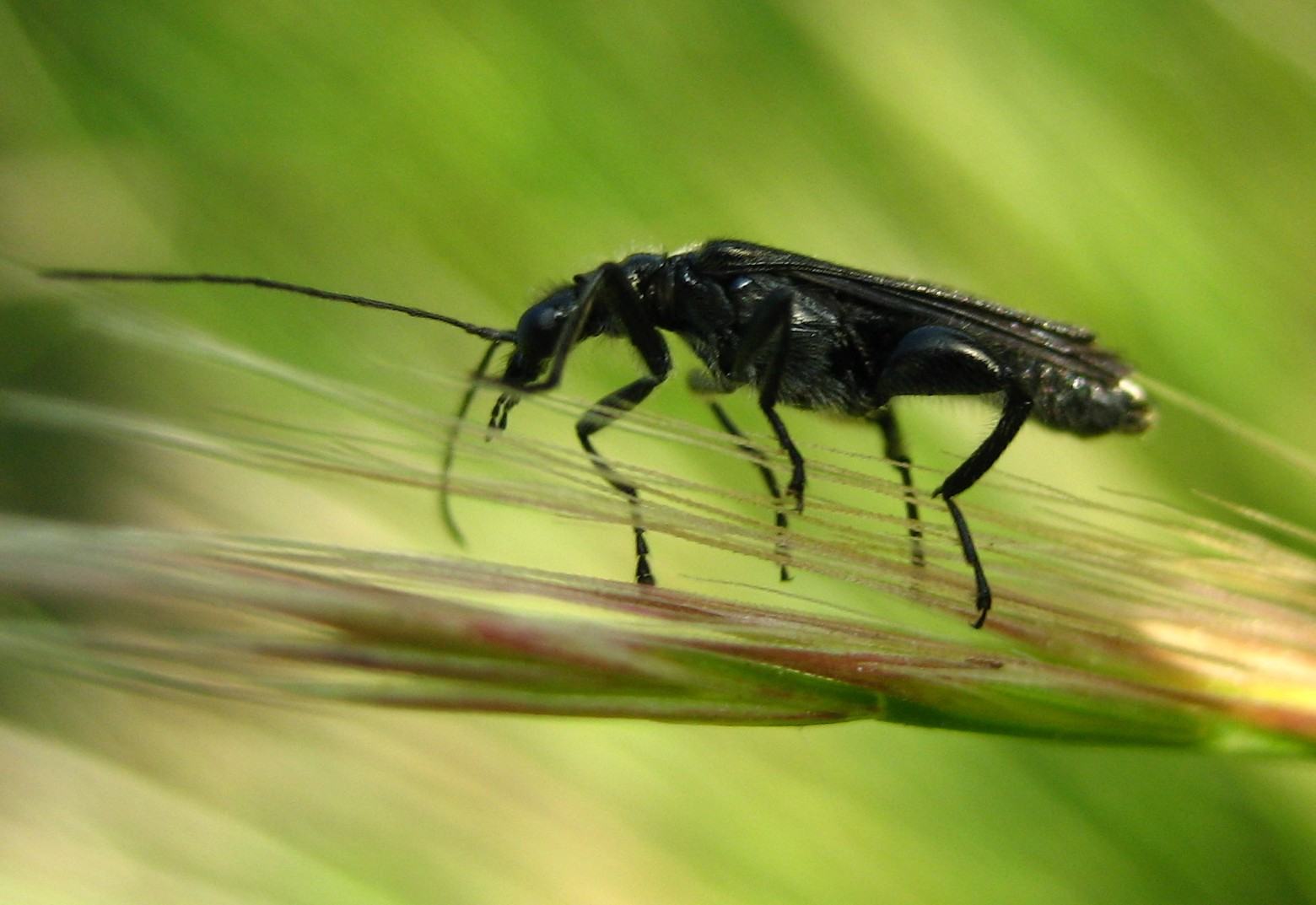
Oedemera atrata
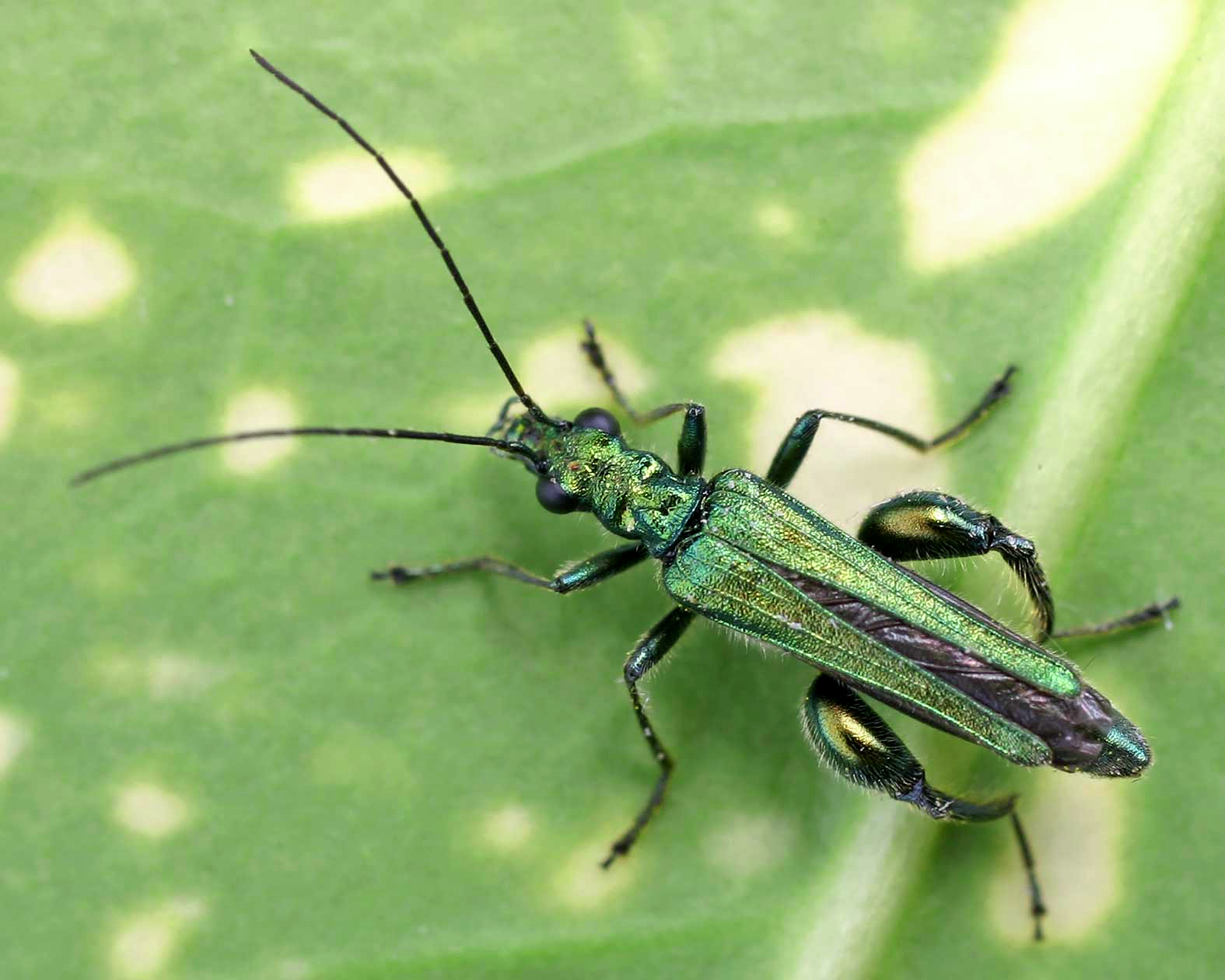
Oedemera nobilis
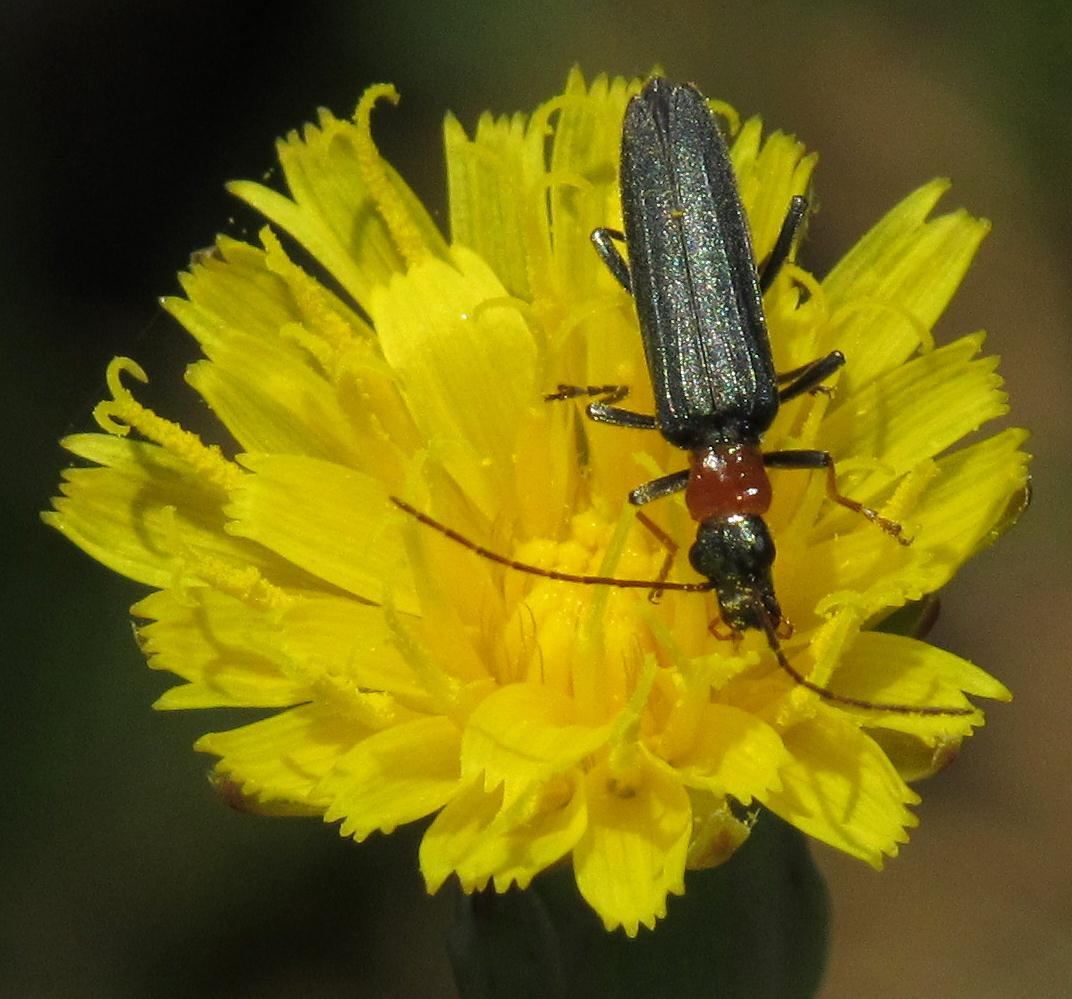
Oedemera croceicollis
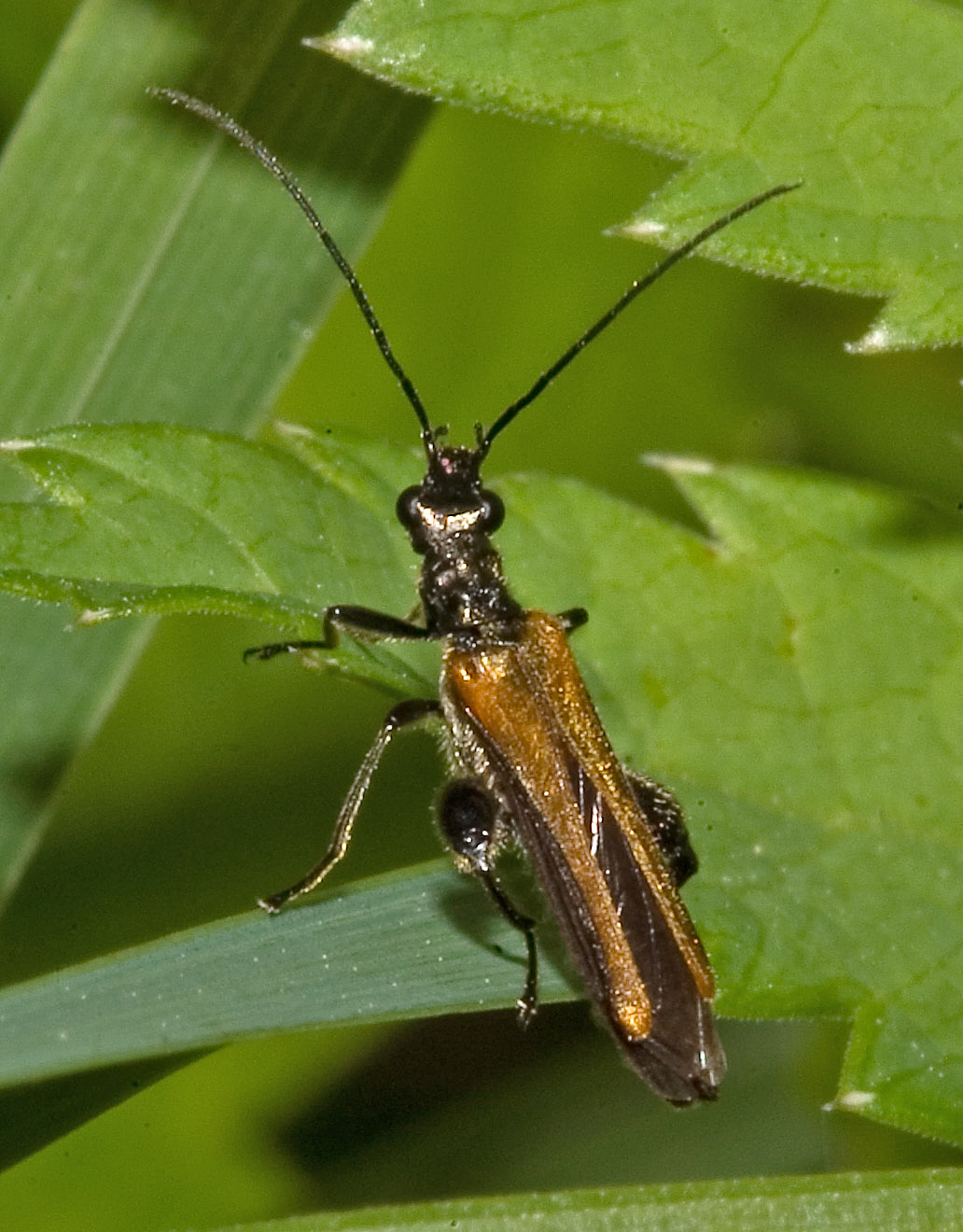
Oedemera femorata